# نورثروب ألفا
نورثروب ألفا  (بالإنجليزية: Northrop Alpha)‏ هي طائرة ركاب ونقل بريد، أحادية السطح وبمحرك واحد.أنتجت في الولايات المتحدة. من صناعة نورثروب. كانت تستخدم بشكل أساسي من قبل خطوط عبر العالم الجوية. كان أول طيران لها في 1930. دخلت الخدمة في أبريل 20, 1931، انتهت خدمتها في 1975. صنع منها 17 طائرة.